# Gornje Komarice
Gornje Komarice (cyr. Горње Комарице) – wieś w Serbii, w okręgu szumadijskim, w mieście Kragujevac. W 2011 roku liczyła 241 mieszkańców.